# 中国共产党中央委员会决议
中国共产党中央委员会决议由中国共产党中央委员会审议通过所产生，中国共产党早期之后决议一般在全体会议上审议通过。

## 历史
中国共产党中央委员会全体会议在历史上曾通过过若干份决议，如早期的《中国共产党接受共产国际第十次全体会议决议的决议》、《中央关于目前政治形势与党的任务决议》和中华人民共和国建国后的《关于人民公社若干问题的决议》、《中共中央关于社会主义精神文明建设指导方针的决议》等。
在所有中国共产党中央委员会决议当中，以就历史事件和历史人物的功过进行官方总结评价的“历史决议”最为特殊。中国共产党中央委员会曾于1945年4月20日的六届七中全会和1981年6月27日的十一届六中全会分别通过《关于若干历史问题的决议》、《关于建国以来党的若干历史问题的决议》两份历史决议。一般认为，历史决议在中共的重要历史关头通过，影响颇为深远。
历史决议皆于通常聚焦意识形态、党建等问题的六中全会上通过。
2021年召开的十九届六中全会审议并通过了黨史上第三份歷史決議《关于党的百年奋斗重大成就和历史经验的决议》。

## 表格
| 决议                                                                                 | 通过会议               | 时间           |
| ------------------------------------------------------------------------------------ | ---------------------- | -------------- |
| 《关于中央政治局工作报告的决议》                                                     | 六届二中全会           | 1929年6月      |
| 《政治决议案》                                                                       | 六届二中全会           | 1929年6月      |
| 《组织问题决议案》                                                                   | 六届二中全会           | 1929年6月      |
| 《宣传工作决议案》                                                                   | 六届二中全会           | 1929年6月      |
| 《职工运动议决案》                                                                   | 六届二中全会           | 1929年6月      |
| 《关于德国及其他各国党内右倾派别的决议》                                             | 六届二中全会           | 1929年6月      |
| 《关于政治状况和党的总任务议决案》                                                   | 六届三中全会（扩大）   | 1930年9月      |
| 《对于中央政治局报告的决议》                                                         | 六届三中全会（扩大）   | 1930年9月      |
| 《组织问题决议案》                                                                   | 六届三中全会（扩大）   | 1930年9月28日  |
| 《职工运动议决案》                                                                   | 六届三中全会（扩大）   | 1930年9月      |
| 《中共四中全会决议案》                                                               | 六届四中全会（扩大）   | 1930年9月      |
| 《五中全会关于白色区域中经济斗争与工会工作的决议》                                   | 六届五中全会           | 1934年1月      |
| 《中共扩大的六中全会政治决议案》                                                     | 六届六中全会（扩大）   | 1938年         |
| 《关于若干历史问题的决议》                                                           | 六届七中全会           | 1945年4月20日  |
| 《中国共产党第七届中央委员会第二次全体会议决议》                                     | 七届二中全会           | 1949年3月13日  |
| 《关于军旗的决议》                                                                   | 七届二中全会           | 1949年3月13日  |
| 《中国共产党第七届中央委员会第四次全体会议的决议》                                   | 七届四中全会           | 1954年2月10日  |
| 《关于增强党的团结的决议》                                                           | 七届四中全会           | 1954年2月10日  |
| 《关于农业合作化问题的决议》                                                         | 七届六中全会（扩大）   | 1955年10月11日 |
| 《关于召开党的第八次全国代表大会的决议》                                             | 七届六中全会（扩大）   | 1955年10月11日 |
| 《关于一九五六年到一九六七年全国农业发展纲要的决议》                                 | 八届六中全会           | 1958年5月23日  |
| 《关于人民公社若干问题的决议》                                                       | 八届六中全会           | 1958年12月10日 |
| 《关于开展增产节约运动的决议》                                                       | 八届八中全会           | 1959年8月16日  |
| 《关于各国共产党和工人党代表会议的决议》                                             | 八届九中全会           | 1961年1月18日  |
| 把刘少奇永远开除出党，撤消其党内外的一切职务，并继续清算刘少奇及其同伙叛党叛国的罪行 | 八届十二中全会（扩大） | 1968年10月31日 |
| 《关于追认华国锋同志任中国共产党中央委员会主席、中国共产党中央军事委员会主席的决议》 | 十届三中全会           | 1977年7月21日  |
| 《关于恢复邓小平同志职务的决议》                                                     | 十届三中全会           | 1977年7月21日  |
| 《关于王洪文、张春桥、江青、姚文元反党集团的决议》                                   | 十届三中全会           | 1977年7月21日  |
| 《关于成立中央书记处的决议》                                                         | 十一届五中全会         | 1980年2月28日  |
| 《关于召开党的第十二次全国代表大会的决议》                                           | 十一届五中全会         | 1980年2月29日  |
| 《关于为刘少奇同志平反的决议》                                                       | 十一届五中全会         | 1980年2月29日  |
| 《关于建国以来党的若干历史问题的决议》                                               | 十一届六中全会         | 1981年6月27日  |
| 《中共中央关于社会主义精神文明建设指导方针的决议》                                   | 十一届六中全会         | 1986年9月28日  |
| 《关于召开党的第十三次全国代表大会的决议》                                           | 十一届六中全会         | 1986年9月28日  |
| 《关于召开中国共产党第十四次全国代表大会的决议》                                     | 十三届八中全会         | 1991年11月29日 |
| 《关于加强社会主义精神文明建设若干重要问题的决议》                                   | 十四届六中全会         | 1996年10月10日 |
| 《关于召开党的第十五次全国代表大会的决议》                                           | 十四届六中全会         | 1996年10月10日 |
| 《关于召开党的第十六次全国代表大会的决议》                                           | 十五届六中全会         | 2001年9月26日  |
| 《关于召开党的第十七次全国代表大会的决议》                                           | 十六届六中全会         | 2006年10月11日 |
| 《关于召开党的第十八次全国代表大会的决议》                                           | 十七届六中全会         | 2011年10月18日 |
| 《关于召开党的第十九次全国代表大会的决议》                                           | 十八届六中全会         | 2016年10月27日 |
| 《关于党的百年奋斗重大成就和历史经验的决议》                                         | 十九届六中全会         | 2021年11月11日 |
| 《关于召开党的第二十次全国代表大会的决议》                                           | 十九届六中全会         | 2021年11月11日 |